# Brasilianita
La brasilianita és un mineral de la classe dels fosfats. El nom li va ser donat per Frederick Harvey Pough i Edward Porter Henderson l'any 1945 per la seva localitat tipus, Brasil, on va ser trobada per primera vegada.

## Característiques
És un fosfat anhidre de sodi i alumini, amb anions addicionals d'hidroxil de fórmula química NaAl₃(PO₄)₂(OH)₄. Cristal·litza en el sistema monoclínic. Els cristalls de brasilianita són allargats i prismàtics, és trencadís i té una fractura concoidal. Té una duresa a l'escala de Mohs de 5,5 i un pes específic de 2,98. Té una lluentor vítria i la seva ratlla és blanca. Comença a perdre el seu color quan s'escalfa a 200 °C i es torna incolor quan s'arriba a 300 °C.
Segons la classificació de Nickel-Strunz, la brasilianita pertany a «08.BK: Fosfats, etc. amb anions addicionals, sense H₂O, amb cations de mida mitjana i gran, (OH, etc.):RO₄ = 2:1, 2,5:1» juntament amb els següents minerals: medenbachita, neustädtelita, cobaltneustädtelita, curetonita, heyita, jamesita i lulzacita.
Els exemplars més purs poden ser tallats i utilitzats en joieria com gemmes de gran bellesa.

## Formació i jaciments
Es troba en roques pegmatites de tipus granit amb minerals fosfats, on es forma per alteració hidrotermal. També en jaciments sedimentaris metamorfitzats. Sol trobar-se associada a altres minerals com: moscovita, albita, fluorapatita, turmalina, whitlockita, quars, ambligonita, lazulita, augelita, bertossaíta, siderita o montebrasita.